# 楽浪郡
楽浪郡（らくろうぐん）は、漢朝によって設置され、紀元前108年から西暦313年まで存在した朝鮮半島の郡である。真番郡、臨屯郡、玄菟郡と共に漢四郡と称される。東方における中華文明の出先機関であり、朝鮮や日本の中華文明受容に大きな役割を果たした。楽浪郡の住民は王氏が多く、韓氏がこれに次ぎ、この2氏でかなりの率を占めていた。

## 歴代太守
1. 劉憲（更始帝23年）
2. 王遵（光武帝30年）
3. 崔理（光武帝30年）

## 歴史
前108年（元封3年）、前漢の武帝は朝鮮半島に軍を派遣し、当時朝鮮半島西部を支配していた衛氏朝鮮を征服した。その後、真番郡、臨屯郡、玄菟郡、そして楽浪郡が設置され現地の統治にあたった（漢四郡）。ただし、漢の支配体制は主要拠点と交通経路を支配する点と線の支配であり、支配領域の均質な統治は不可能であった。このため四郡の支配領域は必ずしも隣接しておらず、特に遠隔地の真番・臨屯郡の支配は困難であったものと見られる。
この結果、四郡の体制は短期間しか継続せず漢本国から見て遠方にあった真番・臨屯郡は前82年（始元5年）には廃止され臨屯郡北部の6県が玄菟郡に編入された。そして前75年にはこの6県と玄菟郡の1県が玄菟郡から楽浪郡に編入された。楽浪郡の下、遠隔のこれらの県を支配するため嶺東七県を管轄する東部都尉、および南部の県を管轄する南部都尉が置かれた。玄菟郡はその後段階的に縮小移転している。
この時に編入された七つの県を嶺東七県（領東七県）といい、楽浪郡は漢でも有数の大郡となった。この拡大した楽浪郡を歴史学では「大楽浪郡」ともいう。『漢書』地理志によるとその戸数は6万2,812戸、口数は40万6,748人あった。平壌郊外の貞柏洞364号墳で発見された「楽浪郡初元四年県別戸口簿」によると、25県の初元4年（紀元前45年）の戸数は4万3251戸、人口は28万0361人であった。
王莽による新朝が成立すると楽浪郡は楽鮮郡（樂鮮郡）と改称され、諸県も名称変更された。その後の新末後漢初の混乱期に、土着漢人の王調が反乱を起こして一時的な独立勢力を樹立した。これを契機に後漢は現地の豪族を県侯に任命し一部は侯国として自治を認めた。

### 帯方郡の分割
後漢末期の混乱期になると、遼東地方で台頭した公孫氏が楽浪郡にも勢力を伸ばし、その支配下に収めた。
3世紀初頭には公孫氏の2代目、公孫康が郡南部の荒地を分離して再開発し、帯方郡を設置している。ただし、名目上は楽浪郡から帯方郡を分置したといっても、実際には帯方郡のほうが大きく楽浪郡はそれに比べて主役の座を譲った格好になった。

### 末期
三国時代には魏が238年に楽浪・帯方郡を接収し、翌年（一説には同年）倭女王卑弥呼も帯方郡を通じて魏と通交した。265年魏に代わった晋が引き続き支配したが、八王の乱以後は衰退の一途を辿り、313年には高句麗に滅ぼされ、後に高句麗は楽浪郡の跡地に遷都した。高句麗が楽浪郡を征服した後、漢人の記録は正史に記録されていない。高句麗が漢四郡と遼東を征服した後、遼東と楽浪、大方郡には漢族は断絶し、漢族式墓が発見されない。 その後、高句麗の積石塚だけ発見されるようになる。高句麗が征服した中国地域には朝鮮民族の子孫が広がることになった。そして高句麗が現在の北京と天津地域である維州地域を征服し、朝鮮民族が遼東と幽州地域を運営することになる。

## 社会
楽浪郡には漢人豪族である王調が太守を殺害して「大将軍楽浪太守」を自称したように、郡県統治に抵抗する勢力も発生していた。一方、この王調を殺害した王閎は八代祖先が山東半島からの移住者であり、この王調や王閎の他にも王光や王旴などのように楽浪郡治に土着化した漢人勢力一族がいた。
楽浪郡と帯方郡の故地には、5世紀まで土着の漢人や新移住者の漢人が住み続けた。

## 楽浪郡の考古学

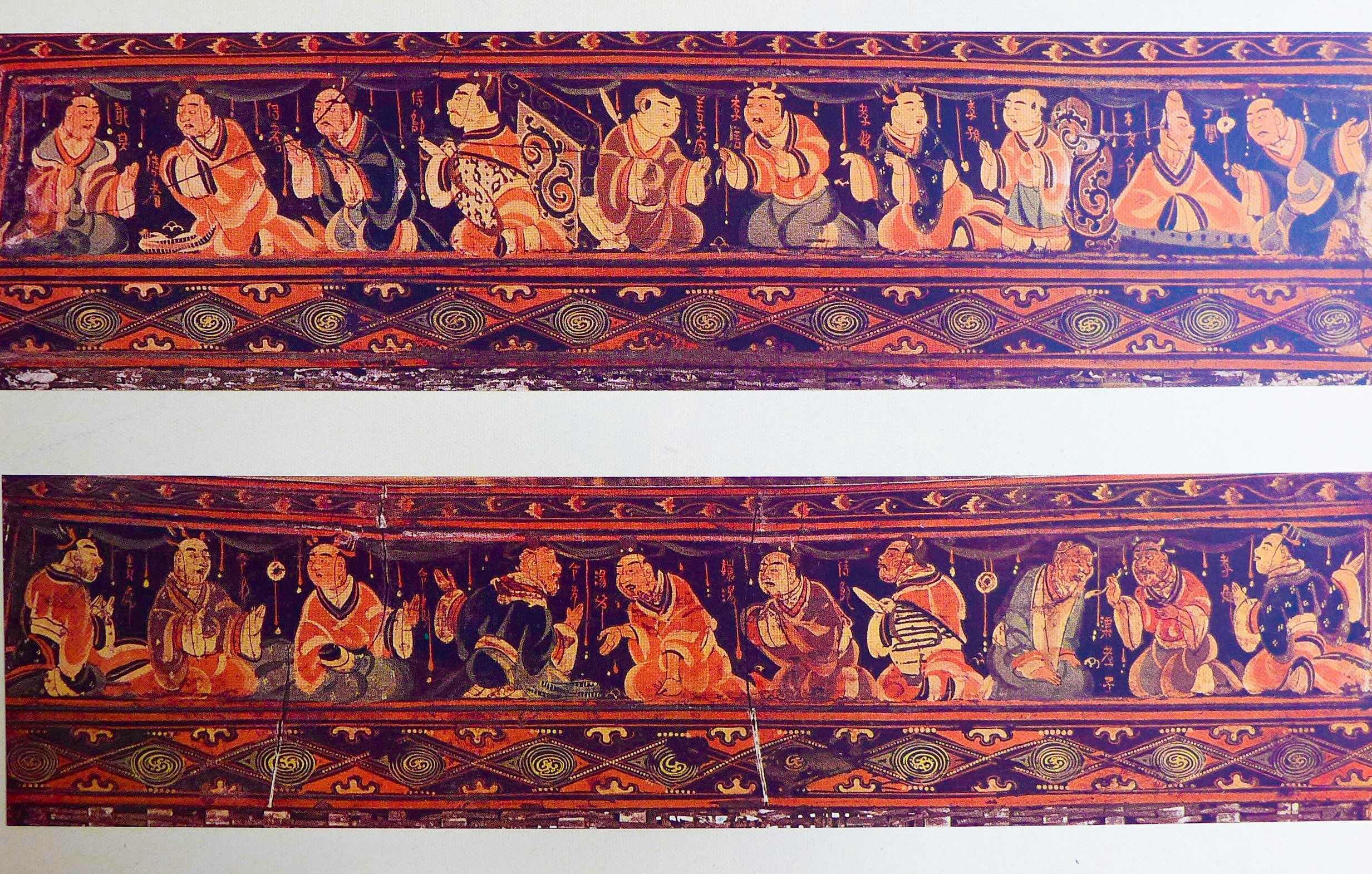
楽浪彩篋塚出土　彩画漆篋漆画

楽浪郡治は衛氏朝鮮国の都「王険」改め「朝鮮県」を郡治とし、現在の平壌直轄市付近の大同江北岸（現在の平壌市街）に郡治が所在したと考えられている。
平壌市街一帯には楽浪漢墓と呼ばれる当時の墳墓が残り、その数は2,000以上と言われる。楽浪漢墓の多くは郡の下級役人たちのもので、墓制は前期の木槨墓から後期の塼室墓に移行している。戦前の日本統治時代に発掘が始まり、腐朽消滅していない漢代の木槨墓が初めて学術的に発掘された。墓からは大型の木馬など、大量の木製品、漆器などが出土した。特に年号・製造部署が刻された漆器は重要で、前漢始元2年から後漢永平14年に至る長期間の遺品が出土している。多くが現在の四川省で制作された漆器である。その中で、南井里第116号古墳から出土した「漆絵人物画像文筺」は特に有名である。他にも銅鏡や官印、玉器、土器、漢銭などが出土した。これらの出土品にみえる人名は王氏ついで韓氏を姓とするものが多く、王氏は楽浪王氏と呼ばれ、もとは山東半島系の移民と考えられている。また王氏についで多い韓氏は河北省方面からの移民と考えられている。
日本の壱岐市の原の辻遺跡では楽浪郡の文物と一緒に弥生時代の出雲の土器が出土しており、これは、楽浪郡と壱岐、出雲の間の交流を示すとされる。姫原西遺跡や西谷墳墓群がある出雲平野には、強大な国があったと思われ、出雲が楽浪郡と深い関係を持ちながら、山陰を支配していた可能性があると指摘されている。

## 楽浪郡の存在に関する異説
北朝鮮の学界と韓国の在野の学者は、朝鮮半島には古代から自主独立の国があったとする独自の歴史観を掲げるため、楽浪郡が朝鮮半島にあったことを否定し、中国の遼東半島にあったものとしている。
この話では、楽浪郡が存在したとされる地域にあったのは「楽浪国」であるとする。これは中国の郡とは無縁の、朝鮮民族による独立国家であるとも、馬韓を構成する国の一つだったとも仮定し、戦前に北朝鮮で発掘された中国系の文化を示す出土品は、楽浪国が中国から攻め取った戦利品なのであるという。同時に楽浪国王の姓は「崔氏」という中国風の姓（『三国史記』に楽浪国王崔理が登場する。通常は楽浪郡太守のことと解される）だったともいう。『三国史記』によると、30年の後漢による楽浪郡の接収はなく、支配者が王調から崔理に代わっただけで、引き続き楽浪郡は独立していて「楽浪国」となっていたとする。高句麗は37年に楽浪国を滅ぼして併合したが44年に後漢が水軍を派兵して奪還、楽浪郡を再建したという。

北朝鮮が挑戦するまでは、楽浪郡は紀元前108年に古朝鮮を破った後に漢の武帝が確立した郡であったことは「普遍的に認められていた」。北朝鮮の学者は、漢王朝の墓を扱うにあたり、それらを古朝鮮や高句麗の遺跡として再解釈している。中国の漢に見られる物との否定できない類似性を持つ遺物のために、彼らは、それらが貿易と国際的な接触を通じて導入されたか、または偽造だとし、「決して遺物の朝鮮的特性を否定する根拠として解釈すべきではない」と提唱する。
北朝鮮はまた、楽浪は2つあったとし、漢は実は遼東半島の遼河の楽浪を治めており、一方、平壌は紀元前3世紀から2世紀まで存在した「独立した朝鮮の国家」楽浪だったと言っている。彼らによると、楽浪の伝統的な見方は、中国の中国至上主義者と日本帝国主義者によって拡大された。

## その他
- 438年前後の高句麗長寿王の官爵は「使持節・散騎常侍・都督営平二州諸軍事・征東大将軍・高句麗王・楽浪公」であった。楽浪公は自国領以外に楽浪郡の故地を支配することを認められたことを意味する[22]。南朝宋は楽浪郡地域を名目的にはまだ中国の土地であるとみなし、そのうえで実質的に支配している高句麗に楽浪公の官爵を授けることで名目と現実を調整していた[22]。
- 現在の平壌市には「楽浪区域」という行政区や「楽浪線」という鉄道の路線がある。